# Can Peix (Riudarenes)
Can Peix és una masia a mig camí de Riudarenes a Santa Coloma de Farners (la Selva) al marge dret de la Riera de Santa Coloma. Es tracta d'un edifici molt reformat, el tancament de les finestres és d'alumini i al seu voltant hi ha ampliacions annexes, una piscina, una pista de tenis i un porxo. La casa està envoltada per una tanca i a l'entrada hi ha el nom de "Can Peix".
Es tracta d'un edifici de construcció senzilla, amb planta rectangular, un pis superior i unes golfes. El portal és adovellat amb pedra i format per un arc de mig punt i amb porta de fusta. La resta de finestres totes amb llinda, brancals i ampit de pedra. Les finestres de les golfes són tres, rectangulars i acabades en punxa. Ressalta la seva forma per què es troben pintades amb un marc blanc, així com la línia horitzontal blanca de la façana que separa la planta baixa del primer pis i destaca perquè la façana és arrebossada i pintada de color crema. Com la majoria de cases de la zona, conserva a la façana, al costat de la porta el número 31.